# Colette Goeuriot
 (mars 2021).
Si vous disposez d'ouvrages ou d'articles de référence ou si vous connaissez des sites web de qualité traitant du thème abordé ici, merci de compléter l'article en donnant les références utiles à sa vérifiabilité et en les liant à la section « Notes et références ».
Pour l’article ayant un titre homophone, voir Kévin Gœuriot.
Colette Goeuriot, née le 8 août 1939 à Lyon, est une femme politique française. Elle est députée communiste de Meurthe-et-Moselle de 1978 à 1988 et maire de Jœuf de 1977 à 1997.

## Biographie
Fille d'un inspecteur de la sûreté nationale, Colette Vigat entame une carrière d'institutrice après l'obtention du baccalauréat, en 1960, et exerce comme titulaire à Moutiers. Elle prend en 1963 le nom de son époux, Goeuriot, mineur de fer, qu'elle conserve après son divorce en 1980.
Son premier engagement est syndical, au sein du Syndicat national des instituteurs (SNI-FEN), mais n'y exerce que des responsabilités très locales. Elle adhère relativement tardivement au Parti communiste, à l'âge de 28 ans. Elle entre rapidement au comité fédéral du parti de Meurthe-et-Moselle, en 1970, puis au bureau fédéral deux ans plus tard.
En 1976, elle est élue conseillère générale, dans le canton de Briey, et l'année suivante maire de Jœuf, battant le sortant de droite fortement soutenu par la famille De Wendel.
En 1978, elle est choisie pour briguer la succession du député communiste Gilbert Schwartz dans la 6e circonscription de Meurthe-et-Moselle, où elle est élue. Elle est réélue en 1981 et 1986,.
En 1982, elle quitte le conseil général, ne se représentant pas, compte tenu de l'opposition des communistes au cumul des mandats et en 1984, elle figure en 36e position sur la « liste présentée par le Parti communiste français » et conduite par son secrétaire général Georges Marchais lors du scrutin européen du 17 juin.
Au milieu des années 1980, cependant, elle prend de plus en plus de distances avec les positions de la direction du parti. En 1987, elle décide de ne pas solliciter le renouvellement de son mandat au conseil fédéral.
Cela ne l'empêche pas d'obtenir l'investiture du parti pour les législatives de 1988. Mais, devancée au premier tour par le socialiste Jean-Yves Le Déaut, elle applique les consignes nationales et se désiste en sa faveur.
C'est en 1992 qu'elle obtient un dernier mandat sous l'étiquette communiste, étant élue au conseil régional de Lorraine. La rupture avec le parti se fait dans le cadre du mouvement des « reconstructeurs », dont elle signe le manifeste. Elle rejoint ensuite l'Alternative démocratie socialisme, puis la Convention pour une Alternative Progressiste à sa fondation en 1994.
Elle démissionne en 1997 de son mandat de maire de Jœuf, qu'elle laisse à son premier adjoint, André Corzani.
En 1998, elle mène pour les régionales une liste « Alternative de gauche et écologiste », qui n'obtient cependant aucun élu. Elle se rapproche alors de la mouvance écologiste et l'année suivante, figure en fin de liste, sans aucune chance d'être élue, comme candidate aux européennes pour les Verts.

## Hommage et distinctions
Chevalier de la Légion d'honneur (8 avril 1998)
- Sur proposition de Dominique Voynet, ministre de l'Aménagement du territoire et de l'Environnement[7],[8]

En juin 2022, au sein de la MJC de Jœuf, un « espace de vie sociale » qui porte son nom est inauguré par le maire actuel André Corzani, en présence notamment de la présidente du conseil départemental Chaynesse Khirouni.

## Détail des fonctions et des mandats
Mandats parlementaires
- 19 mars 1978 - 22 mai 1981 : députée de la 6e circonscription de Meurthe-et-Moselle
- 21 juin 1981 - 1er avril 1986 : députée de la 6e circonscription de Meurthe-et-Moselle
- 16 mars 1986 - 14 mai 1988 : députée de Meurthe-et-Moselle

Mandats locaux
- 14 mars 1976 - 14 mars 1982 : conseillère générale du canton de Briey
- 20 mars 1977 - 9 mars 1997 : maire de Jœuf
- 22 mars 1992 - 15 mars 1998 : conseillère régionale de Lorraine